# Шрамченко Михайло Миколайович
Михайло Миколайович Шрамченко (*30 жовтня 1856 року, Брянськ — †1919, Чернігів) — державний діяч Російської імперії українського шляхетського походження. Нижньогородський, Вологодський губернатор. Загинув на території УНР під час російської інтервенції.

## Біографія

### Сім'я
Народився в Брянську, походить з шляхетського роду Чернігівської губернії, син командувача (пізніше начальника) Санкт-Петербурзького арсеналу (1866-1883 роки) генерал-майора Миколи Олексійовича Шрамченка (1825-1883)і Катерини Петрівні Травіної.
Михайло Миколайович Шрамченко був двічі одружений. Першим шлюбом з Софєю Олександрівно Літинською, дочкою генерал-майора (розлучилися)
Другим шлюбом з Олександрою Костянтинівною Редіною, раніше була одружена з іншим представником роду, Олександром Олександровичем Шрамченком.

### Служба
Закінчив Михайлівське артилерійське училище і випущеній в артилерію з чином підпоручика (16 квітня 1878 року), потім продовжив освіту в Міхайлівській артилерійській академії, яку закінчив у 1884 році. Звання поручика отримав 24 березня 1885 року, завідувач господарською частиною батареї. У 1890 році вийшов у запас і перейшов на земську службу. З 2 травня 1890 року земський начальник 1-ї ділянки (Олешівська и Держанівськая волості) Козелецького повіту Чернігівської губернії. На цій посаді прослужив 11 років. За успіхи, досягнуті в роботі, в 1901 році був призначений членом Чернігівської губернської в селянських справах прісутності.
У 1906 году був призначення Бесарабським віце-губернатором, 22 грудня того ж року отримав чин дійсного статського радника. На цій посаді він нещадно придушував революційний рух в Кишиневі під час подій 1905—1907 років. Став активним діячем правомонархічного «Союзу російського народу». Завдяки цьому, був помічений в урядових верхах і в лютому 1907 року призначений Нижнегородським губернатором. Характеризувався як хваткий і енергійний, але не особливо самостійний губернатор. Керував губернією з необхідною після кривавих подій 1905 року твердістю. У грудні 1908 року він був обраний есерами як об'єкт для терористичного акту. У листі начальника відділення по охороні громадської безпеки і порядку в місті Москві від 8 грудня 1908 року повідомлялося:
| "Думка про це зустрінута в обласному комітеті Центральної області партії соціалістів-революціонерів співчутливо, причому вважається, що цей терористичний акт необхідно здійснити з огляду на той вплив, яким М. М. Шрамченко користується в Міністерстві внутрішніх справ, причому характер цього впливу прирівнюється до впливу графа Ігнатьєва , убитого в Твері". |
Та все ж Михайло Миколайович благополучно уникнув замаху.
На посаді губернатора, інспектував повіти, готуючись до святкування 300-річчя царювання дому Романових. Згубило його недотримання норм загальноприйнятої моралі: законній дружині набридли нескінченні романи волелюбного чоловіка, і вона написала скаргу в Сенат. І як наслідок, був переведений з Нижньогородської губернії за скандальні любовні пригоди.
Завдяки зв'язкам, в серпні 1910 року був призначений Вологодським губернатором. Керував губернією по липень 1913 року, намагаючись, як і раніше, правити «твердою рукою». Пізніше був звільнений у відставку. Змінив його на цій посаді Бологовський. До революції 1917 року служив дільничним мировим суддею Козелецького повіту.
У 1919 році проживав в Чернігові. Був заарештований і потім в серпні 1919 року розстріляний. В деяких матеріалах помилково називається колишнім Вятським губернатором.

## Нагороди
- Орден Святого Станіслава 2 ступеня;
- Орден Святої Анни 2 ступеня;
- Орден Святого Володимира 4 ступеня;
- Орден Святого Володимира 3 ступеня;
- Перський орден Лева і Сонця 3 ступеня;
- Медалі «В пам'ять царювання імператора Олександра III», «В пам'ять коронації Імператора Миколи II», «За праці з першого загального перепису населення»;
- Відзнака «за труди із землеустрою», знак Червоного Хреста, вензелевим зображення імені імператора Олександра II.